# Renault Type X

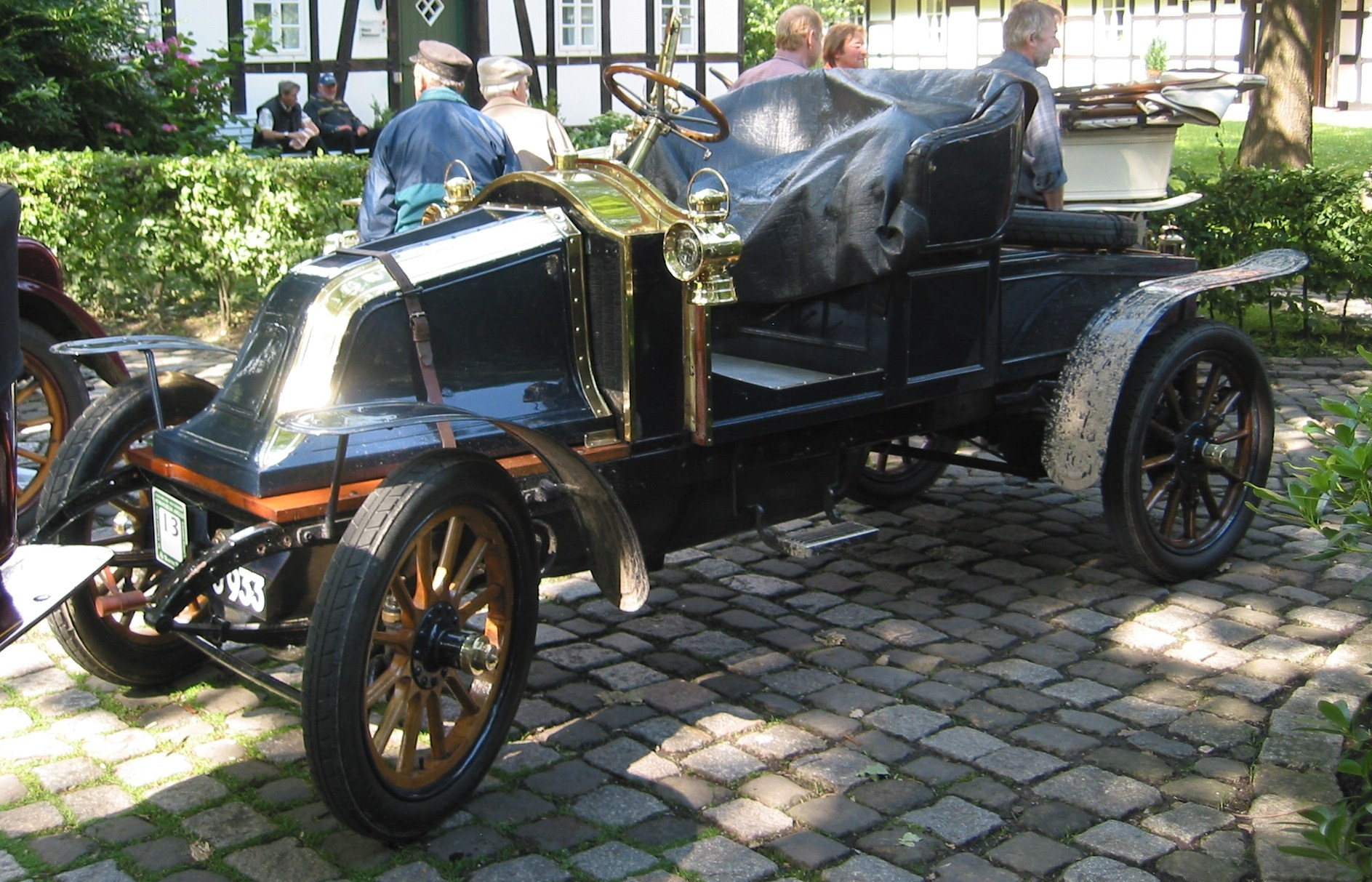
Renault Type X Phaeton (1905)

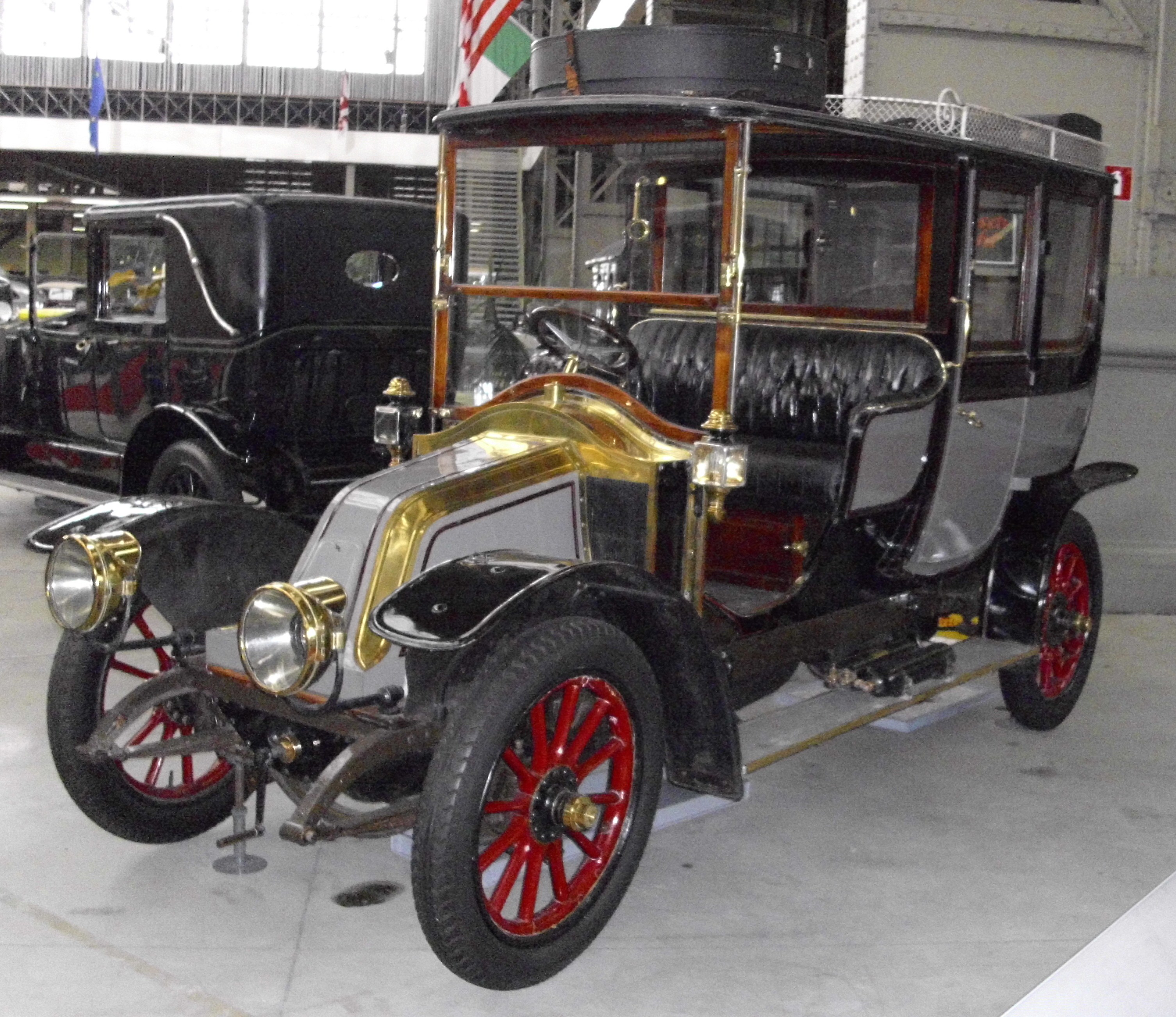
Renault Type X-1 (1908)

Der Renault Type X war ein frühes Personenkraftwagenmodell von Renault. Es gab die Ausführungen Type X (a), Type X (b), Type X (c) und Type X-1. Sie wurden auch 14 CV bzw. 14/20 CV im Jahre 1909 genannt. Eine Variante stellte der Renault Type AB dar.

## Beschreibung
Renault stellte dieses Modell ab 1905 als Nachfolger des Renault Type U (b) her. Die nationale Zulassungsbehörde erteilte am 14. Januar 1905 die Zulassung. 1909 folgte der Renault Type BX.
Ein wassergekühlter Vierzylindermotor mit 90 mm Bohrung und 120 mm Hub leistete aus 3054 cm³ Hubraum 14 PS. Die Motorleistung wurde über eine Kardanwelle an die Hinterachse geleitet. Die Höchstgeschwindigkeit war je nach Übersetzung mit 49 km/h bis 71 km/h angegeben.

### Renault Type X (a)
Bei einem Radstand von 272 cm und einer Spurweite von 135 cm war das Fahrzeug 380 cm lang und 160 cm breit. Das Fahrgestell wog 900 kg, das Komplettfahrzeug 1200 bis 1400 kg. Der Preis betrug 13.000 Franc bzw. 14.500 Franc für ein Doppelphaeton. 1907 folgte die Ablösung.

### Renault Type X (b)
Der Radstand betrug 291 cm und die Fahrzeuglänge 400 cm. Spurbreite und Breite waren gleich. Der Preis betrug 13.500 Franc. Die Karosserieform Limousine ist überliefert. 1907 wurde diese Version eingestellt.

### Renault Type X (c)
Diese Variante wurde nur 1905 angeboten. Der Radstand war auf 260 cm oder 269 cm gekürzt. Die Spurweite betrug nur 126 cm. Das Fahrzeug war 360 cm lang und 153 cm breit. Das Fahrzeug kostete 11.500 Franc bzw. 12.600 Franc als Doppelphaeton. Auf Kundenwunsch war auch ein nochmals kürzeres Fahrgestell mit 251 cm erhältlich, das für eine Fahrzeuglänge von 350 cm sorgte.

### Renault Type X-1
Im Mai 1907 erschien dieses Modell. Die nationale Zulassungsbehörde erteilte am 22. Mai 1907 die Zulassung. Der Motor war unverändert. Der Radstand betrug nach Wahl 308 cm oder 325 cm bei 136 cm Spurweite. Das Fahrzeug war in Abhängigkeit vom Radstand 422 cm oder 442 cm lang und 166 cm breit. Das Fahrgestell wog 900 kg. Der Preis betrug anfangs 13.000 Franc und 1909 noch 12.000 Franc. Die Höchstgeschwindigkeit war mit 43 km/h bis 55 km/h angegeben.
Das Auktionshaus Bonhams bot am 13. September 2008 das Fahrzeug mit dem britischen Kennzeichen IO 117 an und erwartete einen Preis von 210.000 bis 240.000 Euro.